# Ana Ciupagea
Ana Ciupagea (n. 29 octombrie 1865, București, Principatele Unite Române – d. 26 februarie 1908, București, România) a fost o poetă și traducătoare română.
A fost printre puținele femei ale vremii care și-au exprimat personalitatea prin scris, fără să fi provenit din rândurile aristocrației și fără să fi avut în familie modele culturale.
Ana Ciupagea a absolvit Litere la București și Arta Dramatică la Paris. În 1897 s-a căsătorit cu istoricul Gheorghe Ionescu-Gion.
A fost actriță la Teatrul Național din București.
Influențată de Mihai Eminescu, a scris versuri romantice. În 1887, a publicat Poezii în Revista literară. A scris și piese de teatru, Virginia (1892), Noaptea de Paști (1895). A tradus piese de teatru ale dramaturgilor Paul Ferrier, Charles Favart, Ernest Legouvé, Pierre Beaumarchais.

## Opere
Poezie
- Poezii, 1887

Teatru
- Virginia, 1892
- Noaptea de Paști, 1895